# Istituto Tecnico Antonio Bordoni
L'Istituto Tecnico Antonio Bordoni è un edificio in stile razionalista italiano di Pavia, in Lombardia, progettato da Mario Ridolfi.

## Storia e descrizione
Negli anni ’30 del Novecento si rese necessaria la creazione di una nuova sede per l’istituto Tecnico, fondato nel 1861 e dal 1881 intitolato al matematico Antonio Bordoni, che l’amministrazione provinciale decise di collocare ai margini del quadrante sud-orientale del centro storico, in prossimità dell’ex bastione orientale, nell’area compresa tra corso Garibaldi e via San Carlo, là dove, in quegli anni, stava sorgendo l’importante nucleo dell’urbanistica fascista (caserma della Milizia, casa del Balilla). Nell'area specifica dove sorgerà l'istituto tecnico vi era il campo comunale di tiro al bersaglio.
Risultò vincitore del concorso indetto per l’occasione il progetto presentato da Mario Ridolfi. Il cantiere iniziò nel luglio del 1935 e già entro la fine dell’anno successivo, dato che erano stati ultimati 114 ambienti, l’istituto poté ospitare 28 classi. Oltre al grande atrio (illuminato da grandi vetrate affacciate sul giardino), gli uffici, i servizi, le biblioteche, le palestre e l’aula magna, il complesso ospita anche un museo di merceologia e la ricca raccolta di scienze naturali (che in seguito fu in parte ceduta ai Musei Civici e in parte dispersa), tutti locali disposti planimetricamente con attenzione ai problemi d’illuminazione, esposizione e pratica distribuzione. Ridolfi intendeva realizzare un edificio funzionale, nel quale tutto potesse trovare l’esatta destinazione e valore, dove tutti i servizi potessero svolgersi agevolmente e gli spostamenti fossero lineari e induttivi, evitando al contempo la formazione di resse o accalcamenti. Il complesso presenta infatti una pianta a doppia “T” e, per una migliore esposizione alla luce mattutina del sole, le aule sono rivolte a est, lasciando invece nella parte occidentale dell’istituto gli ambienti di rappresentanza e gli spazi comuni.
Lo spirito razionalista della cultura architettonica del anni ’30 del Novecento impronta sia il progetto del Ridolfi, che nella progettazione dell’istituto pavese si avvalse anche della collaborazione di Wolfgang Frankl, sia di quello presentato allo stesso concorso dal gruppo Franco Albini, Pietro Clausetti, Giovanni Romano: caratteristici in entrambi i corpi lineari parallelepipedi dalla copertura a terrazza, composti ortogonalmente tra loro e l’apertura della fronte d’accesso su pilotis rivestiti in pietra, per il ricovero degli studenti prima dell’inizio delle lezioni.